# Ракранж
Ракранж (фр. Racrange) — коммуна на северо-востоке Франции, регион Гранд-Эст (бывший Эльзас — Шампань — Арденны — Лотарингия), департамент Мозель. Относится к кантону Гротенкен. 

## Географическое положение

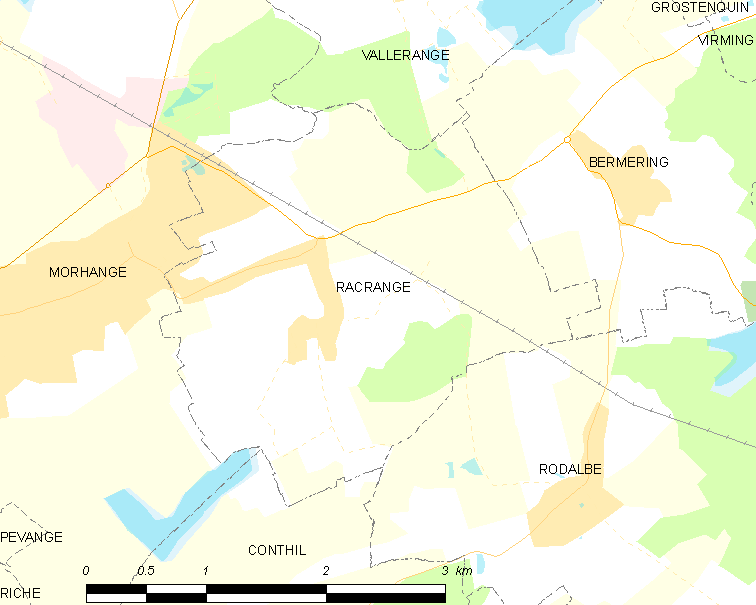
Ракранж на карте Франции.

Ракранж расположен в 320 км к востоку от Парижа и в 45 км к востоку от Меца. 

## История
- Впервые упоминается в 826 году, принадлежал аббатству Сент-Арнульд-се-Мец.
- Деревня принадлежала исторической провинции Лотарингия сеньорату Моранж.
- В XIV веке принадлежал графу де Сальм.
- В 1790— 1802 годах относился к кантону Моранж, после этого — к кантону Гротенкен.

## Демография

Население Ракранжа.

По переписи 2011 года в коммуне проживало 625 человек.

## Достопримечательности
- Церковь Сен-Лежер (1746).